# ザ・ペインズ・オブ・ビーイング・ピュア・アット・ハート
ザ・ペインズ・オブ・ビーイング・ピュア・アット・ハート (The Pains of Being Pure at Heart) は、アメリカ・ニューヨーク出身のインディーバンド。2007年に結成され、2019年に解散した。

## 来歴

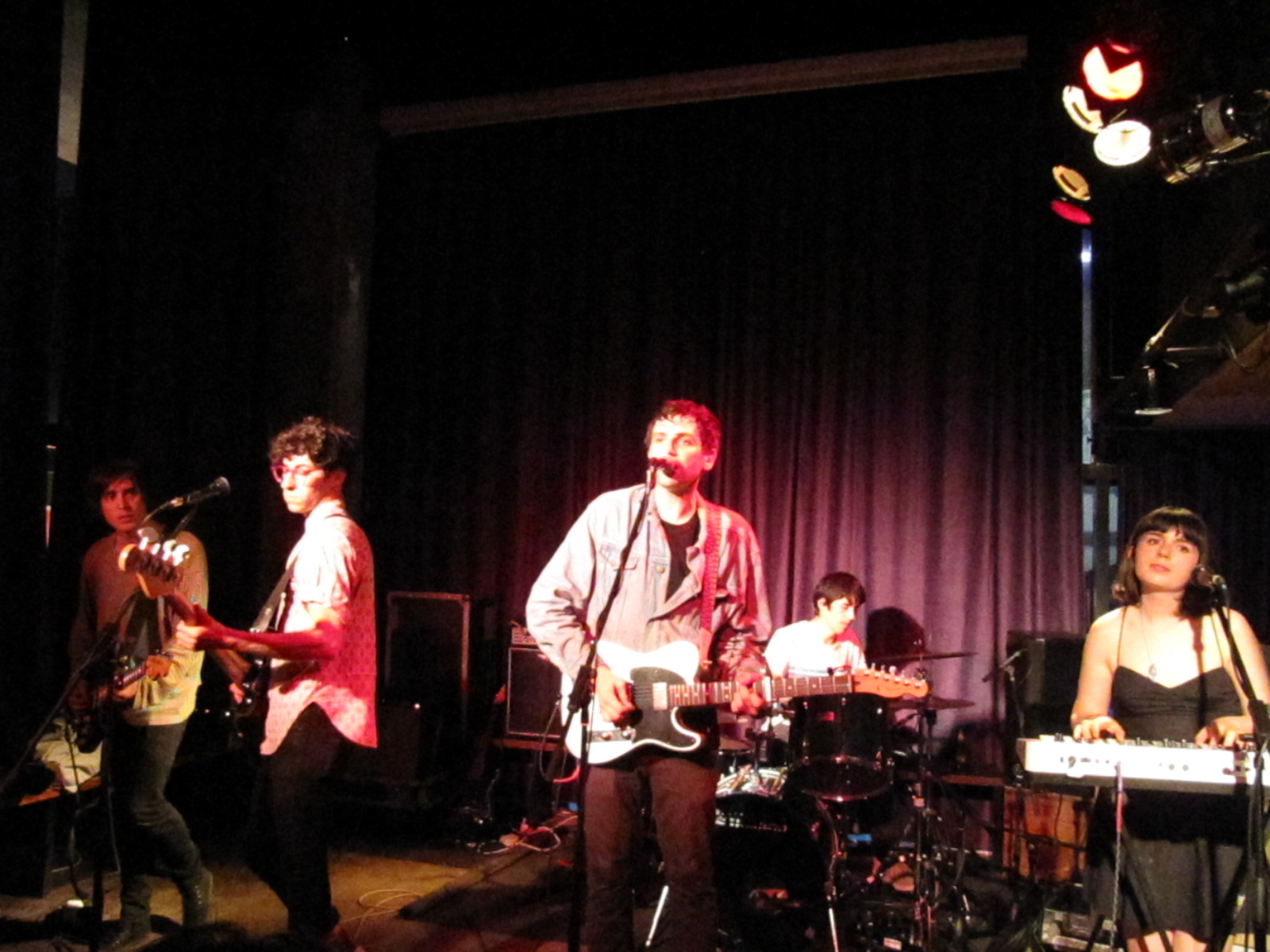
ライブで演奏するバンド（2014年）

2007年、ニューヨークのブルックリンで結成される。バンド名はキップ・バーマンの友達が書いた未出版の子供用の本のタイトルからとられている。結成メンバーの4人はロケットシップ、ジ・エクスプローディング・ハーツ、ティーンエイジ・ファンクラブ、ラモーンズ、ヨ・ラ・テンゴ、マイ・ブラッディ・ヴァレンタインなどのノイズ系のポップ・ミュージックが好きな友達同士で、一緒に家で音楽を聴いたり、ライブを観に行く仲だった。初めてのライブは2007年3月のペギー・ワンの誕生日パーティーで、ドラム・マシーンを使って演奏した。その数ヶ月後にキップのルームメイトのカート・フェルドマンがドラマーとして加入した。同年、EPを自主リリースし、スランバーランド・レコードからの2008年のシングル「Everything With You」でアンダーグラウンドの人気を得るようになる。
2009年、ファースト・アルバム『ザ・ペインズ・オブ・ビーイング・ピュア・アット・ハート』をスランバーランド・レコードからリリース。アルバムはビルボードのヒートシーカーズ・チャートの9位を記録した。音楽メディアの年間ベスト・アルバムのリストではNMEで15位、ピッチフォークで19位となった。
2011年、セカンド・アルバム『ビロング』をリリース。
2014年、サード・アルバム『デイズ・オブ・アバンダン』をリリース。
2017年、アルバム『ジ・エコー・オブ・プレジャー』をリリース。
2019年11月4日、公式インスタグラム上でキップ・バーマンがバンドの解散を発表した。
2024年8月、再結成を発表。

## メンバー
- キップ・バーマン (Kip Berman) - ボーカル、ーギター
- カート・フェルドマン (Kurt Feldman) - ドラム
- アレックス・ナーイドゥス (Alex Naidus) - ベース
- ペギー・ワン (Peggy Wang) - キーボード、ボーカル

### ツアー・メンバー
- クリストフ・ホーホハイム (Christoph Hochheim) - ギター
- アントン・ホーホハイム (Anton Hochheim) - ドラム
- ジェイコブ・スローン (Jacob Sloan) - ベース、ボーカル
- ジェシカ・ワイス (Jessica Weiss) - キーボード、ボーカル

## ディスコグラフィ

### スタジオ・アルバム
- 『ザ・ペインズ・オブ・ビーイング・ピュア・アット・ハート』 - The Pains of Being Pure at Heart (2009年2月3日、Slumberland)
- 『ビロング』 - Belong (2011年3月28日、Slumberland / Play It Again Sam)
- 『デイズ・オブ・アバンダン』 - Days of Abandon (2014年5月13日、Yebo Music)
- 『ジ・エコー・オブ・プレジャー』 - The Echo Of Pleasure (2017年8月2日、Painbow)

### EP
- The Pains of Being Pure at Heart EP (2007年、Painbow)
- 『ハイアー・ザン・ザ・スターズ』 - Higher Than the Stars (2009年、Slumberland)
- 『アシッド・リフレックス』 - Acid Reflex (2012年、Play It Again Sam / Purple Vinyl)
- 『アバンダンメント・イシュー』 - Abandonment Issue (2014年、Yebo Music)
- Hell (2015年、Painbow)